# Bạc fulminat
Bạc fulminat là một muối của axit fulminic, có công thức hóa học là AgCNO, rất độc. Nó nhạy nổ hơn cả thủy ngân(II) fulminat và các fulminat khác. Nó có thể nổ ngay trong nước.

## Điều chế
Bạc fulminat được điều chế bằng cách cho bạc tác dụng với axit nitric và etanol:
2Ag + 2HNO3 + C2H5OH → 2AgCNO + 4H2O

## Ứng dụng
Nó và các fulminat khác được dùng làm chất nổ trong kíp nổ của thuốc nổ. Tuy nhiên, vì nó và các fulminat khác không an toàn nên đang được thay thế bằng các hợp chất khác.